# Time Stays, We Go
Time Stays, We Go è il quarto album in studio del gruppo musicale rock britannico The Veils, pubblicato nel 2013.

## Tracce
1. Through the Deep, Dark Wood – 3:06
2. Train With No Name – 4:37
3. Candy Apple Red – 4:09
4. Dancing with the Tornado – 3:44
5. The Pearl – 3:56
6. Sign Of Your Love – 4:28
7. Turn From the Rain – 3:33
8. Birds – 4:29
9. Another Night on Earth – 3:54
10. Out From the Valley & Into the Stars – 4:24